# Saint-Michel-de-Fronsac
Saint-Michel-de-Fronsac település Franciaországban, Gironde megyében. Lakosainak száma 515 fő (2022. január 1.). Saint-Michel-de-Fronsac Fronsac, Izon, La Rivière, Saint-Aignan és Vayres községekkel határos.

## Népesség
A település népessége az elmúlt években az alábbi módon változott:
| Lakosok száma | 513  | 527  | 608  | 556  | 514  | 511  | 522  | 527  | 528  | 515  |
|               | 1968 | 1982 | 1990 | 2006 | 2013 | 2015 | 2017 | 2019 | 2020 | 2022 |